# See-Elefanten
Die See-Elefanten (Mirounga) sind die größten Robben der Welt. Benannt sind sie nach der rüsselartig vergrößerten Nase der erwachsenen Männchen. Sie gehören zu den Hundsrobben, obwohl sie im Verhalten und in manchen Merkmalen den Ohrenrobben ähnlicher sind.
Es gibt zwei einander sehr ähnliche Arten:
- Nördlicher See-Elefant, Mirounga angustirostris (Gill 1866), Westküste Nordamerikas
- Südlicher See-Elefant, Mirounga leonina (Linnaeus 1758), Subantarktis

## Merkmale

### Allgemeine Merkmale
Die Größenunterschiede zwischen Männchen und Weibchen sind beträchtlich. Ein Bulle kann 6,5 Meter lang und 3500 Kilogramm schwer werden, eine Kuh nur 3,5 Meter und 900 Kilogramm. Von anderen Robbenarten unterscheiden sich die See-Elefanten vor allem durch ihre Größe, den ausgeprägten Sexualdimorphismus und die Ausprägung der Nase, die bei ausgewachsenen männlichen Tieren einen auffälligen Rüssel bildet. Nach ständigem Wachstum erreicht der Rüssel etwa im achten Lebensjahr die volle Größe und hängt dann mit den Nasenlöchern nach unten über das Maul. Zur Paarungszeit kann dieser Rüssel durch erhöhte Blut- und Luftzufuhr noch einmal erheblich vergrößert werden und dient zur Verstärkung der Rufe der Bullen.
Der Nördliche See-Elefant unterscheidet sich vom Südlichen See-Elefanten vor allem durch die etwas geringere Größe und die etwas weniger extreme Ausbildung der Geschlechtsunterschiede; der Rüssel des Männchens der nördlichen Art ist allerdings im Verhältnis größer (bis 30 cm) als beim Südlichen See-Elefanten.

### Merkmale des Schädels
| 2 | · | 1 | · | 3 | · | 0-4 | = 30 |
| 1 | · | 1 | · | 3 | · | 0-4 | = 30 |

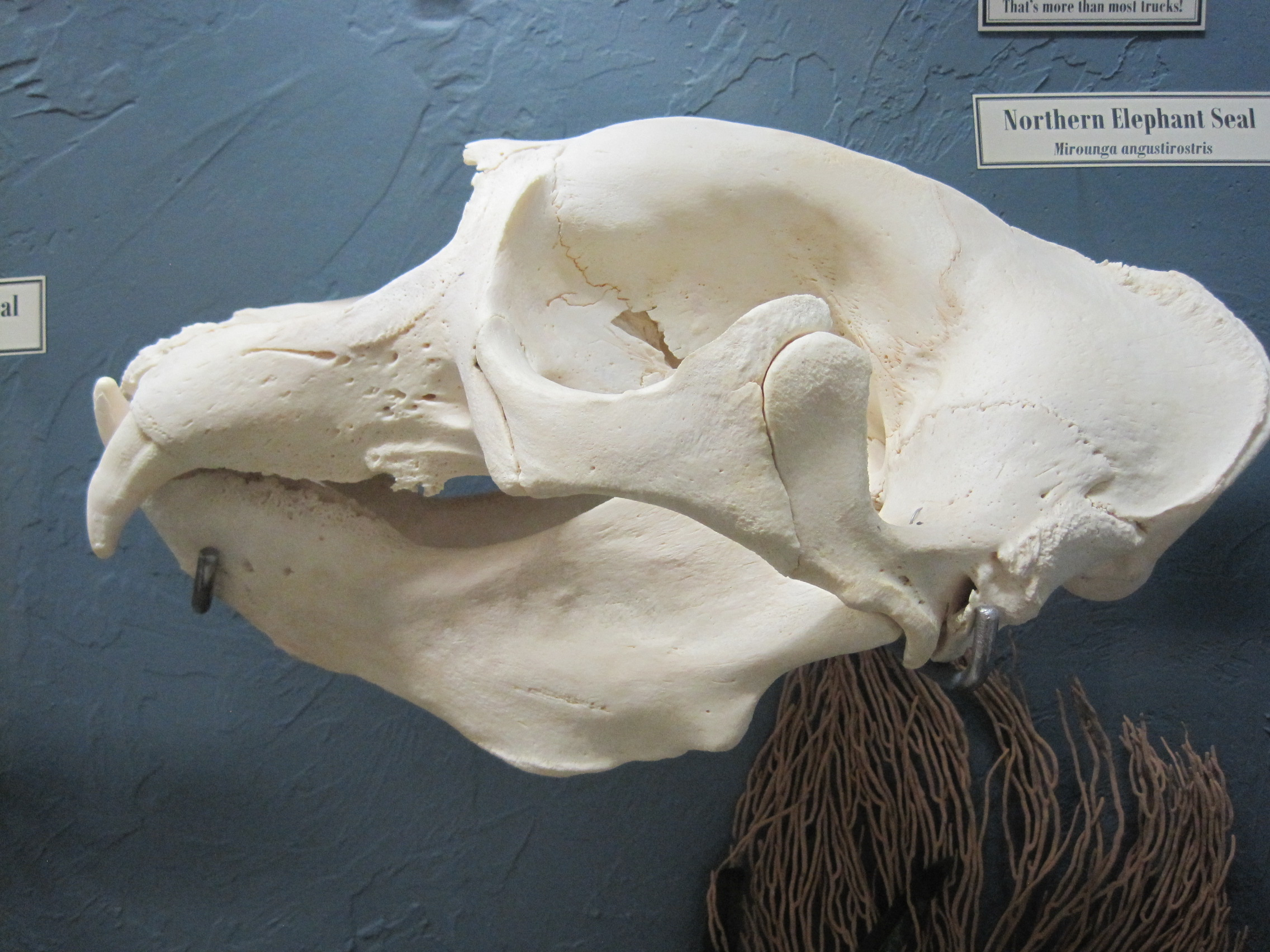
Schädel eines Nördlichen See-Elefanten

Bei beiden Geschlechtern sind die Zähne vor allem zum Packen und Festhalten der Beute ausgebildet, die dann im Ganzen geschluckt wird. Die Tiere besitzen im Oberkiefer jeweils zwei Schneidezähne (Incisivi), gefolgt von einem kräftigen Eckzahn (Caninus), auf den insgesamt 3 bis 7 sehr kleine und einfache Zähne (Postcaninae) folgen, die sich aus drei Vorbackenzähnen (Praemolares) und einer variablen Anzahl Backenzähne (Molares) zusammensetzen. Im Unterkieferast ist nur ein Schneidezahn vorhanden. Insgesamt besitzen die Tiere entsprechend 30 Zähne, die Postcaninae sind allerdings nahezu funktionslos und unterstützen die großen Eckzähne beim Festhalten der Beutetiere. Die Eckzähne sind bei beiden Geschlechtern vergrößert und scharf, bei den männlichen Tieren sind sie allerdings sehr viel kräftiger ausgebildet als bei den Weibchen. Die kräftigen Eckzähne werden von den Männchen zudem bei Rivalenkämpfen während der Paarungszeit eingesetzt.

## Lebensweise

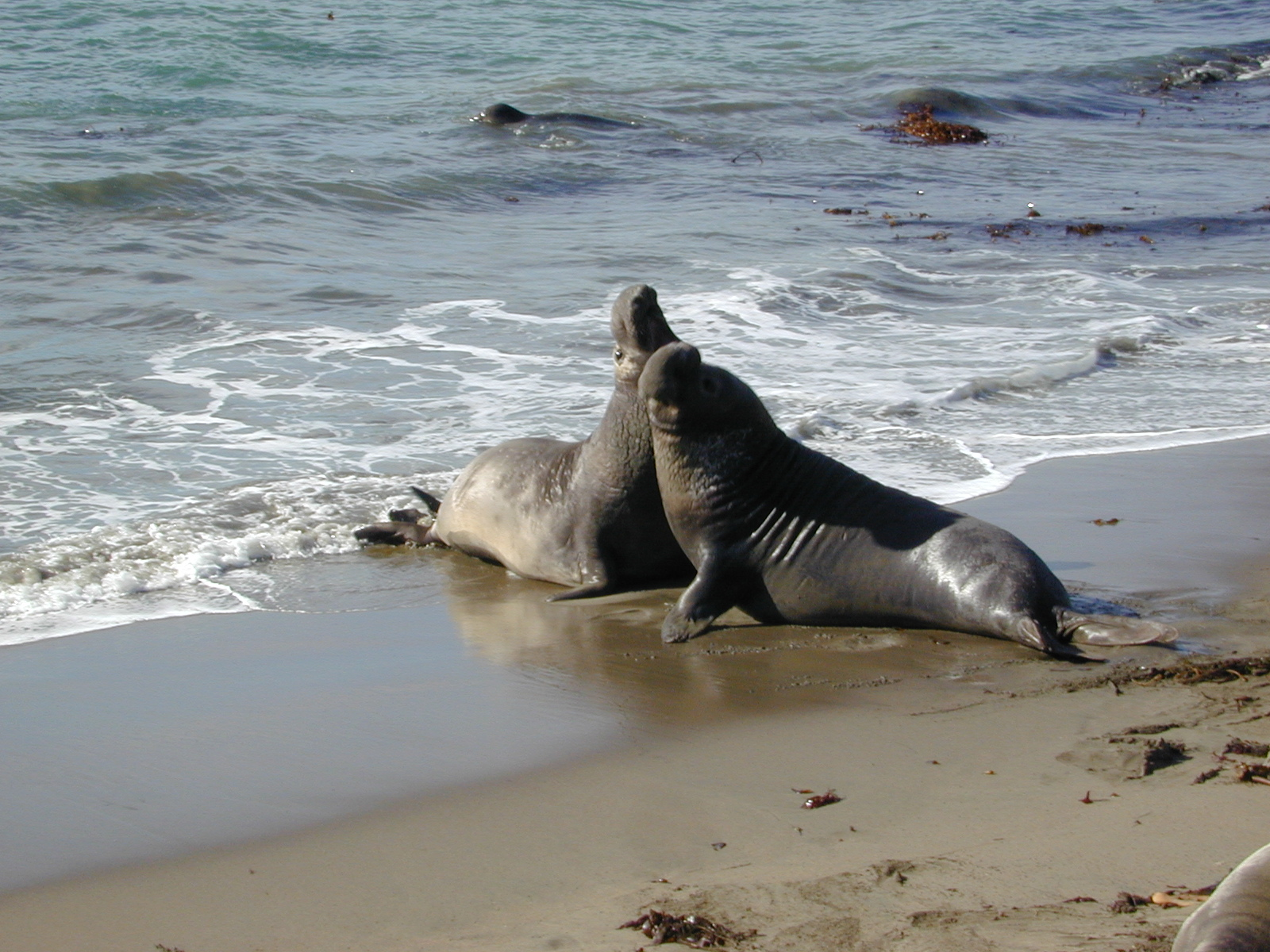
Zwei kämpfende Nördliche See-Elefanten

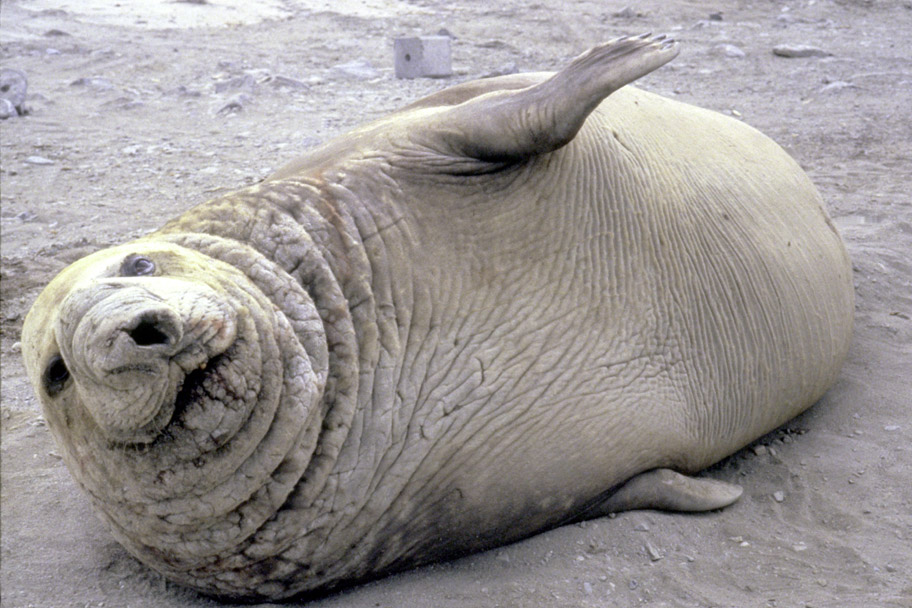
Südlicher See-Elefant

Zur Paarungszeit sammeln sich die ansonsten eher einzelgängerischen See-Elefanten zu großen Kolonien. Ein Bulle kommt dabei auf zehn bis zwanzig Kühe. Um den Besitz eines Harems tragen die Bullen heftige Kämpfe aus. Dabei werden jüngere und schwächere Bullen an den Rand der Kolonie verdrängt, wo sie ungünstigere Bedingungen vorfinden. Doch sind sie ständig in Wartestellung und versuchen immer wieder, eine Paarung einzugehen, was über Wochen immer wieder zu Kämpfen führt. Unter dem Schutz eines dominanten Bullen, dem so genannten Strandmeister, werfen die Kühe ihren Nachwuchs, der im Vorjahr gezeugt wurde. Sie sorgen einige Wochen für die Jungen, ehe sie sich mit den Bullen erneut paaren.
Will ein Bulle sich mit einer Kuh paaren, legt er einen Vorderflipper über sie und beißt ihr in den Nacken. Hiernach beginnt die Kopulation. Wenn die Kuh sich wehrt, wälzt sich der Bulle auf sie und macht sie mit seinem Gewicht bewegungsunfähig.
Die ständigen Kämpfe führen ebenso wie die brachialen Kopulationen dazu, dass Jungtiere durch alte Männchen erdrückt werden. Dadurch stirbt alljährlich in einer See-Elefanten-Kolonie eine nicht unbeträchtliche Zahl von Kälbern.
Mit drei bis vier Jahren werden See-Elefanten geschlechtsreif. Bullen sind allerdings erst im Alter von acht oder neun Jahren stark genug, einen Harem zu bewachen, so dass eine Paarung zu einem früheren Zeitpunkt unwahrscheinlich ist. Wegen der Verausgabung durch die Kämpfe ist die Lebenserwartung eines männlichen See-Elefanten mit 14 Jahren deutlich geringer als die der Weibchen mit etwa 18 Jahren.
Die Nahrung der See-Elefanten sind Fische und Tintenfische. Typische Tauchtiefen der See-Elefanten liegen, je nach Tageszeit, zwischen 200 und 600 Metern. Es können jedoch auch deutlich größere Tiefen erreicht werden; so wurde im Rahmen des Census of Marine Life ein Südlicher See-Elefant in einer Tiefe von 2388 Metern registriert. Das Erreichen derartiger Tiefen wird ihnen dadurch ermöglicht, dass sie aufgrund ihrer Körperfülle (ähnlich wie die Wale) ein enormes Blutvolumen haben, das viel Sauerstoff aufnehmen und speichern kann. Außerdem wird die Tätigkeit von Organen (z. B. der Leber und der Nieren) wiederum wie bei Walen während der Tauchgänge heruntergefahren, um den Sauerstoffverbrauch zu reduzieren.
Die natürlichen Feinde der See-Elefanten sind der Weiße Hai sowie der Orca, die ihm vor allem in der Nähe der Wasseroberfläche gefährlich werden können.

## Fossilgeschichte und Evolution

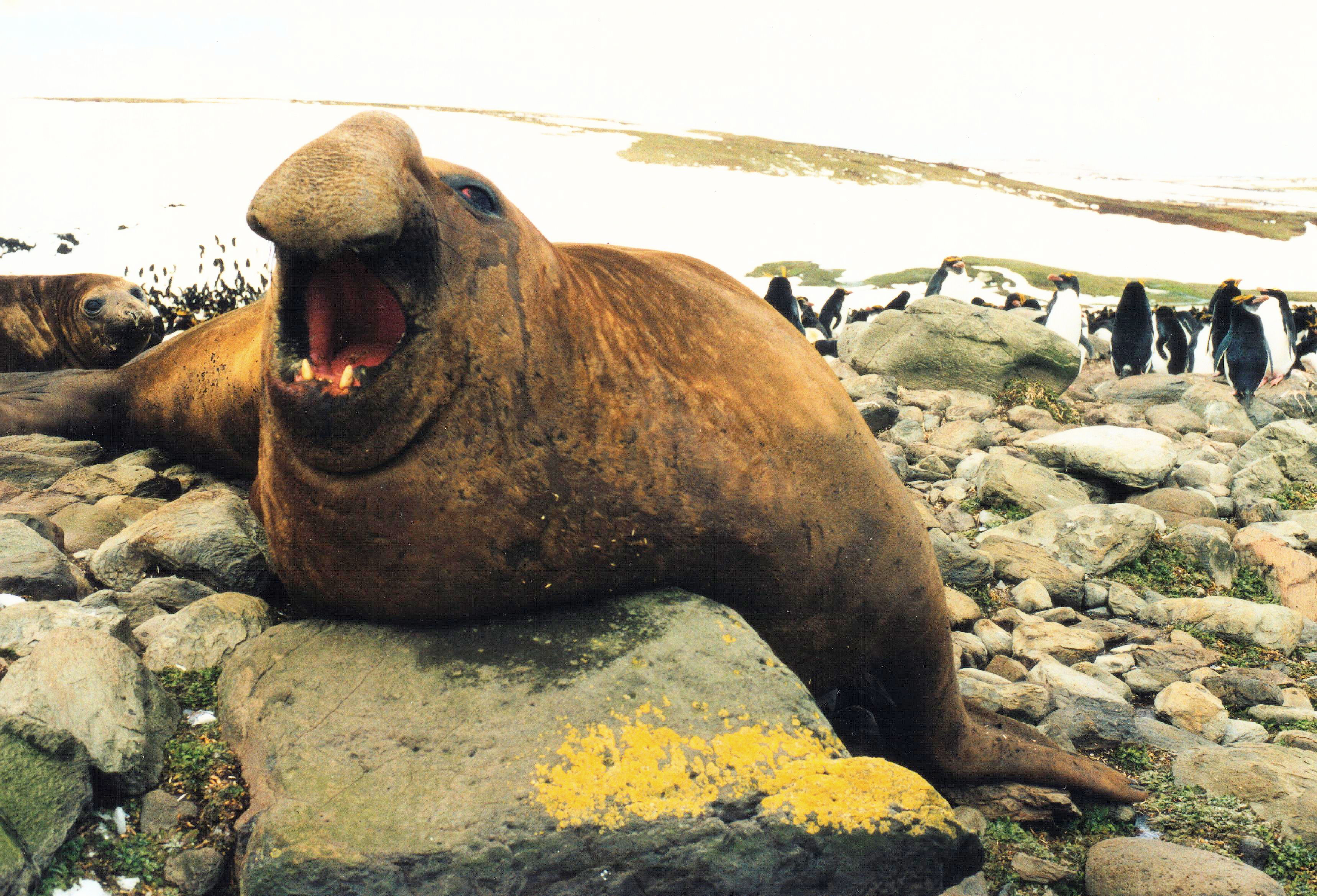
Der männliche Südliche See-Elefant ist der größte Vertreter der Raubtiere.

Über die Entstehung der beiden Arten der See-Elefanten existieren zwei Theorien, nach denen entweder die nördliche Art als Abkömmling der südlichen oder die südliche als Abkömmling der nördlichen betrachtet wird. Nach einer älteren Theorie sind die Nördlichen See-Elefanten aus einer Gruppe der Südlichen See-Elefanten entstanden, die während des Pleistozäns in den Nordpazifik wanderte und nach der Erwärmung der Äquatorregionen von der ursprünglichen Population getrennt wurde. Alternativ wird angenommen, dass der Ursprung der See-Elefanten in den nördlicheren tropischen Gebieten des Pazifik liegt und sich von dort eine Gruppe abspaltete und nach Süden abwanderte, wo sich der Südliche See-Elefant herausbildete. Letzteres wird als wahrscheinlicher angesehen und man geht davon aus, dass die Verwandtschaftsgruppe um die See-Elefanten und die fossile Gattung Callophoca im Miozän im Bereich der heutigen Karibik entstand und die Vorfahren der See-Elefanten durch die noch nicht geschlossene Lücke zwischen Nord- und Südamerika im frühen Pliozän in den Pazifik gelangten. Durch die Abkühlung der Äquatorialgebiete im Pleistozän trennten sich demnach die Populationen der späteren Nördlichen und Südlichen See-Elefanten und wurden entsprechend genetisch isoliert. Die ältesten Fossilfunde des Nördlichen See-Elefanten stammen aus dem späten Pleistozän, gefunden im Süden Kaliforniens. Fossilfunde der südlichen Art sind aus Südafrika und dem Norden von Chile bekannt.

## Systematik
Oft findet man für See-Elefanten auch den Gattungsnamen Macrorhinus, der von Georges Cuvier vergeben wurde. Dieser ist jedoch identisch mit der Bezeichnung einer Käfergattung, so dass der jüngere Name Mirounga von John Edward Gray Gültigkeit erlangte. Der Name Mirounga leitet sich von „miouroung“ ab, der Bezeichnung für Südliche See-Elefanten in einer Sprache der australischen Aborigines.
Die Zugehörigkeit der See-Elefanten zu den Hundsrobben ist unbestritten, allerdings wurde ihre Position innerhalb der Hundsrobben wiederholt debattiert. So stellte King 1983 die noch heute oft zitierte Theorie auf, dass die See-Elefanten am dichtesten mit den Mönchsrobben verwandt seien und beide besonders ursprüngliche Vertreter der Hundsrobben darstellten. Hingegen konnten Bininda-Emonds und Russell 1996 keine Anhaltspunkte für eine so dichte Verwandtschaft finden, bestätigten aber die basale Stellung der See-Elefanten im System der Hundsrobben. Auf der Basis von molekularbiologischen Ergebnissen aus dem Jahr 2007 werden die See-Elefanten aktuell als Schwestergruppe der als Lobodontini zusammengefassten Artengruppe aus Ross-Robbe (Ommatophoca rossii), Krabbenfresser (Lobodon carcinophaga), Seeleopard (Hydrurga leptonyx) und Weddellrobbe (Leptonychotes weddellii) betrachtet, die Mönchsrobben werden bei dieser Betrachtung als Schwestergruppe beider Taxa, See-Elefanten und Lobodontini, angesehen.
Innerhalb der Gattung werden mit dem Nördlichen See-Elefanten (Mirounga angustirostris) und dem Südlichen See-Elefanten (Mirounga leonina) zwei Arten unterschieden.

## Belege
1. 1 2 3 4  
Brent S. Stewart, Harriet S. Huber: Mirounga angustirostris. In: Mammalian Species. Band 449, 1993, S. 1–10 (science.smith.edu (Memento vom 18. März 2014 im Internet Archive) [PDF; 1,3 MB]).
2. ↑  
Brent S. Stewart: „Northern Elephant Seal – Miounga angustirostris.“. In: Don E. Wilson, Russell A. Mittermeier: Handbook of the Mammals of the World. 4. Sea Mammals. Lynx Edicions, Barcelona 2014, ISBN 978-84-96553-93-4, S. 170–171.
3. ↑  M. Biuw, L. Boehme, C. Guinet, M. Hindell, D. Costa, J.-B. Charrassin, F. Roquet, F. Bailleul, M. Meredith, S. Thorpe, Y. Tremblay, B. McDonald, Y.-H. Park, S. R. Rintoul, N. Bindoff, M. Goebel, D. Crocker, P. Lovell, J. Nicholson, F. Monks, M. A. Fedak: Variations in behavior and condition of a Southern Ocean top predator in relation to in situ oceanographic conditions. In: Proceedings of the National Academy of Sciences. Band 104, Nr. 34, August 2007, S. 13705–13710, doi:10.1073/pnas.0701121104.
4. ↑  Census of Marine Life 2009 – From the Edge of Darkness to the Black Abyss: Marine Scientists Census 17,500+ Species and Counting (PDF; 3,1 MB)
5. ↑  
J. L. Davies: The Pinnipedia: An Essay in Zoogeography. Geographical Review 48 (4), Oktober 1958, S. 474–493, doi:10.2307/211670.
6. ↑  
Ana M. Valenzuela-Toro, Carolina S. Gutstein, Mario E. Suárez, Rodrigo Otero & Nicholas D. Pyenson: Elephant seal (Mirounga sp.) from the Pleistocene of the Antofagasta Region, northern Chile. Journal of Vertebrate Paleontology 35 (3), April 2015; e918883, doi:10.1080/02724634.2014.918883.
7. 1 2  
Jeff W Higdon, Olaf R.P. Bininda-Emonds, Robin M.D. Beck, Steven H. Ferguson: Phylogeny and divergence of the pinnipeds (Carnivora: Mammalia) assessed using a multigene dataset. BMC Evolutionary Biology 7, 2007, doi:10.1186/1471-2148-7-216.
8. ↑  
Olaf R.P. Bininda-Emonds, A.P. Russell: A morphological perspective on the phylogenetic relationships of the extant phocid seals (Mammalia: Carnivora: Phocidae). In: Bonner zoologische Monographien. 1996, Band 41, ISBN 3-925382-44-5.